# 重庆一小时经济圈
重庆一小时经济圈，指中国重庆市以渝中区、大渡口区、江北区、沙坪坝区、九龙坡区、南岸区、北碚区、渝北区、巴南区等主城9区为核心，一小时交通范围内所覆盖的21个区县。是重庆将来首要发展的地区。

## 范围界定
按照基础条件较好、道路交通便捷、资源环境承载力较强、经济联系密切、发展水平接近的原则，将距内环高速公路一小时车程范围内符合条件的区县，纳入一小时经济圈。
具体范围如下：
主城9区：渝中区、大渡口区、江北区、沙坪坝区、九龙坡区、南岸区、北碚区、渝北区、巴南区；
周边区县：涪陵区、长寿区、江津区、合川区、永川区、南川区、綦江区、大足区、璧山区、铜梁区、荣昌区、潼南区。
面积2.87万平方公里，占全市总面积的34.8%。

## 资料来源
- 重庆市一小时经济圈经济社会发展规划，重庆市人民政府办公厅，2007